# اندرنی
اندرنی (به فرانسوی: Anderny) یک کامین در فرانسه است که در Canton of Audun-le-Roman واقع شده‌است.

## خصوصیات
اندرنی ۹٫۶۲ کیلومترمربع مساحت و ۳۰۳ نفر جمعیت دارد و ۲۹۴ متر بالاتر از سطح دریا واقع شده‌است.